# لويغي دي فرانكو
لويغي دي فرانكو (بالإيطالية: Luigi Di Franco)‏ (18 نوفمبر 1918 في إيطاليا - ) هو لاعب كرة قدم إيطالي في مركز الوسط. لعب مع نادي فينيزيا ونادي يوغوسلافيا وAC Mestre ‏ وFC Legnago Salus ‏ وديبورتيفو بيريرا وSK Jedinstvo Beograd ‏.